# East Harling
East Harling is een plaats en civil parish in het Engelse graafschap Norfolk.